# Kuala Selangor (district)
Kuala Selangor is een district in de Maleisische deelstaat Selangor.
Het district telt 210.000 inwoners op een oppervlakte van 1200 km².
Gombak · 
Hulu Langat · 
Hulu Selangor · 
Klang · 
Kuala Langat · 
Kuala Selangor · 
Petaling · 
Sabak Bernam · 
Sepang